# کمانه (پرتابه)

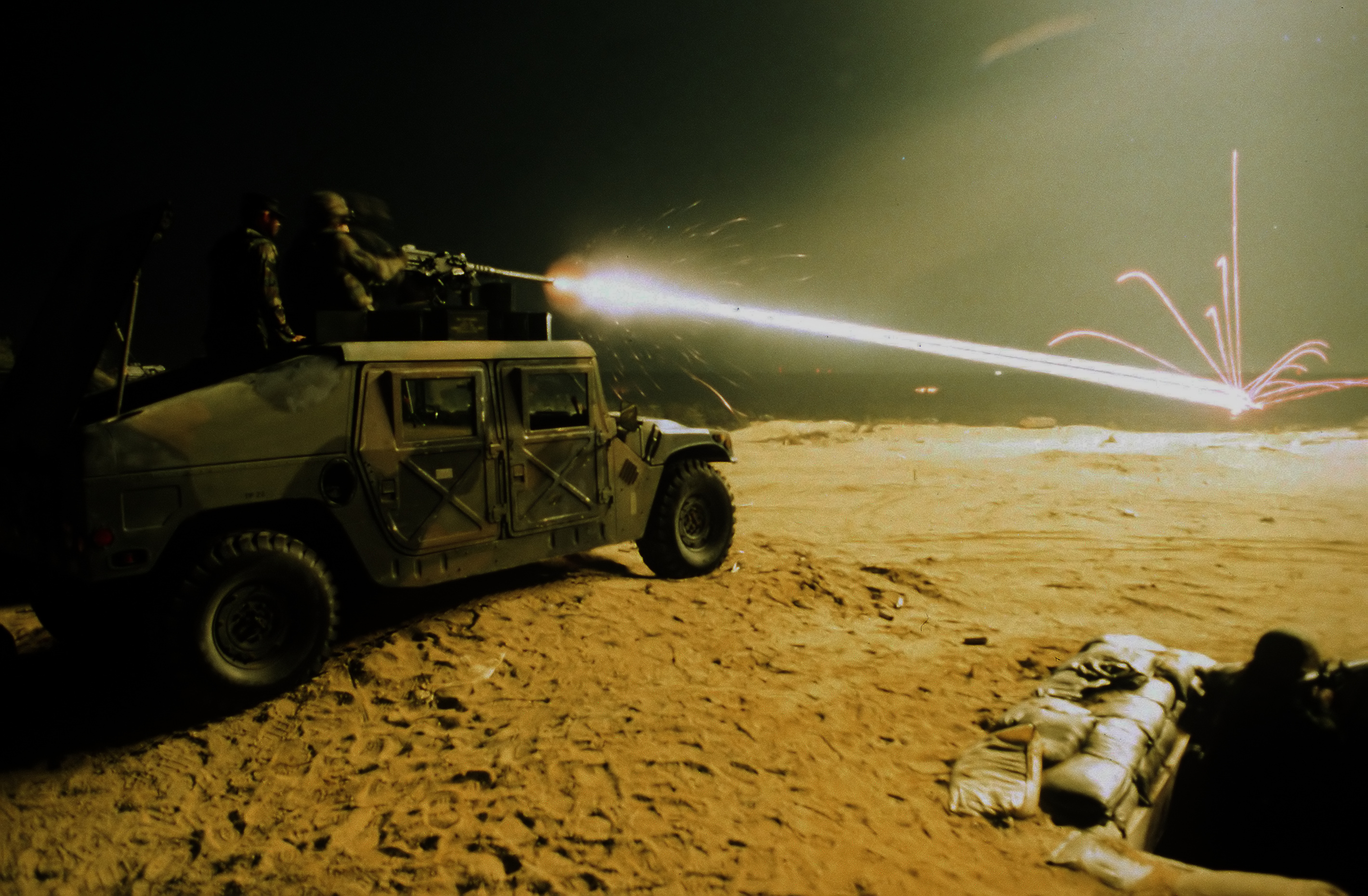
عناصر ردیاب جدا شده از مسلسل M2 Browning 0.50 BMG پس از اصابت به هدف یا بک استاپ شلیک می‌کنند.

کمانه (به انگلیسی: ricochet) بازگشت، جهش  یا پرش از سطح به ویژه در مورد پرتابه است. بیشتر کمانه‌ها بر اثر تصادف ایجاد می‌شوند، در حالی که نیروی انحراف باعث کاهش سرعت پرتابه می‌شود ولی پرتابه همچنان می‌تواند پرانرژی و تقریباً به اندازه قبل از انحراف خطرناک باشد. احتمال کمانه کردن یکی از دلایل قانون رایج ایمنی اسلحه گرم «هرگز گلوله را به سطح صاف و سخت شلیک نکنید» است. کمانه‌ها می‌توانند با هر کالیبری رخ دهند، اما گلوله‌های کوتاه یا گرد کمانه‌شده ممکن است صدایی قابل شنیدن ناشی از غلتیدن اشکال نامنظم تولید نکنند. گلوله‌های کمانه دار برای تیراندازی خطرناک هستند زیرا تا زمانی که سرعت کافی داشته باشند ممکن است باعث آسیب جانبی به حیوانات، اشیاء یا حتی شخصی که شلیک کرده است، شود.

### متغیرها
کمانه زمانی اتفاق می‌افتد که یک گلوله یا قطعه گلوله به جای راهیابی و جاگیری درون آن جسم، به واسطه خود جسم منحرف می‌شود. رفتار کمانه متغیری است از برآیند شکل گلوله، ماده گلوله، چرخش، سرعت (و فاصله)، ماده هدف و زاویه برخورد.

### مواد هدف
قیاس میان سختی و چگالی برآیند برخورد با گلوله را تعیین می‌کند. گلوله‌ها تمایل دارند موادی با چگالی کم مانند هوا را با انحراف کم بشکافند، اگرچه اصطکاک باعث می‌شود که پرتابه‌های چرخان در جهت خان سلاح حرکت کنند زیرا گلوله بر اثر گرانش در جو می‌افتد. کمانه‌ها ممکن است به‌طور مشابه در جهت چرخش سمت گلوله تثبیت شده با چرخش در تماس با سطح مقاوم منحرف شوند. اجسام متراکم تمایل دارند در برخورد با اجسام با چگالی کمتر چیره شوند؛ بنابراین گلوله‌های متراکم تمایل به نفوذ به مواد با چگالی کمتر دارند و مواد متراکم تمایل دارند گلوله‌های سبک را منحرف کنند. مقاومت در برابر نفوذ را می‌توان به عنوان تراکم مقطعی ماده هدف در امتداد محور حرکت گلوله در مقابل گلوله ارزیابی کرد. فویل فلزی راحت‌تر از شمش‌های فلزی نفوذ می‌کند و با تغییر جهت ورق از عمود به موازی مسیر گلوله، چگالی مقطعی ورق فلز افزایش می‌یابد. گلوله‌ها به احتمال زیاد از سطوح صاف و سخت مانند بتن، سنگ یا فولاد کمانه می‌کنند، اما در عین حال در سطوح نامنظم مانند مواد ناهمگن از جمله خاک و پوشش گیاهی نیز ممکن است رخ دهد. مواد یکنواخت نرم و منعطف مانند شن و ماسه، شیوع کمانه کمتری دارند. اگرچه ممکن است شهودی نباشد اما گلوله‌ها به راحتی از روی آب کمانه می‌کنند. پرش سنگ را مقایسه کنید.